# ليبيا جرويسو
ليبيا جرويسو (بالإنجليزية: Libia Grueso)‏ هي أخصائية اجتماعية وناشطة في مجال الحقوق المدنية من بوينافينتورا كولومبيا، تكافح من أجل الحقوق المدنية للمجتمعات الكولومبية الأفريقية.
وهي أيضا أحد مؤسسي عملية مجتمعات السود (PCN). وتمكنت من تأمين أكثر من 24,000 كيلومتر مربع من الحقوق الإقليمية للمجتمعات الريفية السوداء في البلاد، وركزت على حماية الغابات المطيرة في المحيط الهادئ في كولومبيا. حصلت ليبيا جرويسو على جائزة غولدمان البيئية في عام 2004.